# Missing (canção de Evanescence)
"Missing" é uma canção da banda de metal alternativo americana Evanescence. Foi lançada como single do álbum ao vivo Anywhere but Home em 22 de novembro de 2004.

## Antecedentes e lançamento
A primeira versão da canção foi gravada para algumas demos de 2001 e 2002. Logo depois foi regravada para o primeiro álbum da banda, Fallen, porém não foi aceita. Em abril de 2003, a canção foi lançada como b-side do single "Bring Me to Life" na edição australiana, contendo a instrumentação diferente da sua versão lançada posteriormente.
A vocalista e compositora Amy Lee explicou sobre a canção em uma entrevista ao site VampireFreaks.com em maio de 2012.
| “ | Quando se trata de música e arte, se trata sempre sobre como cada pessoa interpreta isso, individualmente. Algumas das nossas músicas são auto refletivas, mas algumas delas também contam histórias. Para mim, essa canção era sobre ir embora, mas interprete-a do modo como quiser. | ” |

Após três anos de sua gravação original, "Missing" foi lançada como single promocional para o álbum ao vivo Anywhere but Home em novembro de 2004. Entrou para algumas paradas do Brasil, Chile e Taiwan.

## Performances ao vivo
A canção foi tocada pela primeira vez durante um concerto realizado em Coral Gables, Flórida em 23 de outubro de 2007 pela turnê The Open Door Tour. Permaneceu no repertório até dezembro daquele mesmo ano. Também foi tocada durante alguns shows da banda relizados em novembro de 2009 na cidade de Nova York e São Paulo.. A música também foi tocada durante um acústico beneficente com a Paula Cole em 2013.

## Faixa e formatos
- Download digital / CD single da Europa, Brasil, Israel[7]

1. "Missing" – 4:15
2. "Missing (Versão Demo)" – 3:27

## Paradas musicais
| Paradas (2005)         | Melhor posição |
| ---------------------- | -------------- |
| Brasil (Brazil Top 20) | 9              |
| Chile (Chile Top 20)   | 9              |
| Taiwan (Taiwan Top 10) | 9              |